# Valila Teodosio
Flavio Valila Teodosio (latino: Flavius Valila Theodosius; fl. 471–476) è stato un generale romano di origine gotica.
Fu vir clarissimus et inlustris, comes e magister utriusque militiae dal 471 fino ad almeno il 476, quindi dal regno dell'imperatore Antemio fino a quello di Odoacre: il titolo è attestato nella Carta Conutiana, con la quale il 17 aprile 471 fondò e dotò una chiesa in una sua proprietà nel territorio di Tivoli, oltre che sul sedile a lui riservato nell'Anfiteatro Flavio.
Entrò anche in possesso della basilica di Giunio Basso, lasciandola poi in eredità al pontefice, che la convertì in una chiesa dedicata a sant'Andrea.